# Jacob van Savoye-Nemours
Jacob van Savoye-Nemours (Abdij van Vauluire, nabij Courgenay, 12 oktober 1531 — Annecy, 18 juni 1585) was van 1533 tot 1564 graaf en van 1564 tot aan zijn dood hertog van Genève en van 1533 tot aan zijn dood hertog van Nemours. Hij behoorde tot het Huis Savoye.

## Levensloop
Jacob was de zoon van hertog Filips van Savoye-Nemours en diens echtgenote Charlotte van Orléans-Longueville (1512-1549), dochter van hertog Lodewijk I van Longueville. In 1533 volgde hij zijn vader op als graaf van Genève en hertog van Nemours. In 1564 werd hij verheven tot hertog van Genève.
In 1551 betwistte hij de erfopvolging van zijn neef Eleonor van Longueville in het vorstendom Neuchâtel. Daarna vocht hij aan de zijde van koning Hendrik II van Frankrijk in de Italiaanse Oorlogen tegen keizer Karel V: in 1552 nam hij deel aan het beleg van Lens en in 1553 verdedigde hij mee de stad Metz tegen de troepen van Karel V. Tijdens deze oorlog werd hij benoemd tot kolonel-generaal van de zware cavalerie en later vocht hij ook mee in de Hugenotenoorlogen tussen de katholieken en de protestanten. Op 7 december 1561 werd hij benoemd tot ridder in de Orde van Sint-Michiel en op 27 december 1562 tot gouverneur van Lyonnais, Auvergne, Bourbonnais en La Marche.
Nadat Jacob in 1567 deelgenomen had aan de Slag bij Saint-Denis slaagde hij er niet in om de invasie van vorst Wolfgang van Palts-Zweibrücken af te slaan. Na deze mislukking besloot hij zich terug te trekken in het hertogdom Genève, waar hij zich in zijn laatste levensjaren bezighield met kunst en letteren. In juni 1585 overleed Jacob op 53-jarige leeftijd. 

## Huwelijk en nakomelingen
Op 29 april 1566 huwde hij met Anna d'Este (1531-1607), dochter van Ercole II d'Este, hertog van Modena, en weduwe van hertog Frans van Guise. Ze kregen vier kinderen:
- Karel Emanuel (1567-1595), hertog van Genève en hertog van Nemours
- Margaretha Maria (1569-1572)
- Hendrik I (1572-1632), hertog van Genève en hertog van Nemours
- Emanuel Filibert, jong gestorven

Ook had hij een onwettige zoon bij Françoise de Rohan (1540-1591), hofdame van de Franse koningin Catharina de' Medici:
- Hendrik (1557-1596)